# Бон-Север (кантон)
Бон-Север (фр. Beaune-Nord) — кантон во Франции, находится в регионе Бургундия. Департамент кантона — Кот-д’Ор. Входит в состав округа Бон. Население кантона на 2006 год составляло 16 419 человек.
Код INSEE кантона — 2105. Всего в кантон Бон-Север входят 15 коммун, из них главной коммуной является Бон.

## Коммуны кантона
- Алокс-Кортон — население 188 чел.
- Оксе-Дюрес — население 337 чел.
- Буйан — население 189 чел.
- Буз-ле-Бон — население 326 чел.
- Эшеврон — население 271 чел.
- Мавийи-Мандело — население 151 чел.
- Мелуазе — население 286 чел.
- Мёрсо — население 1567 чел.
- Монтели — население 176 чел.
- Нанту — население 186 чел.
- Пернан-Вержлес — население 283 чел.
- Поммар — население 552 чел.
- Савиньи-ле-Бон — население 1376 чел.
- Вольне — население 287 чел.